# Olof Persson Stille

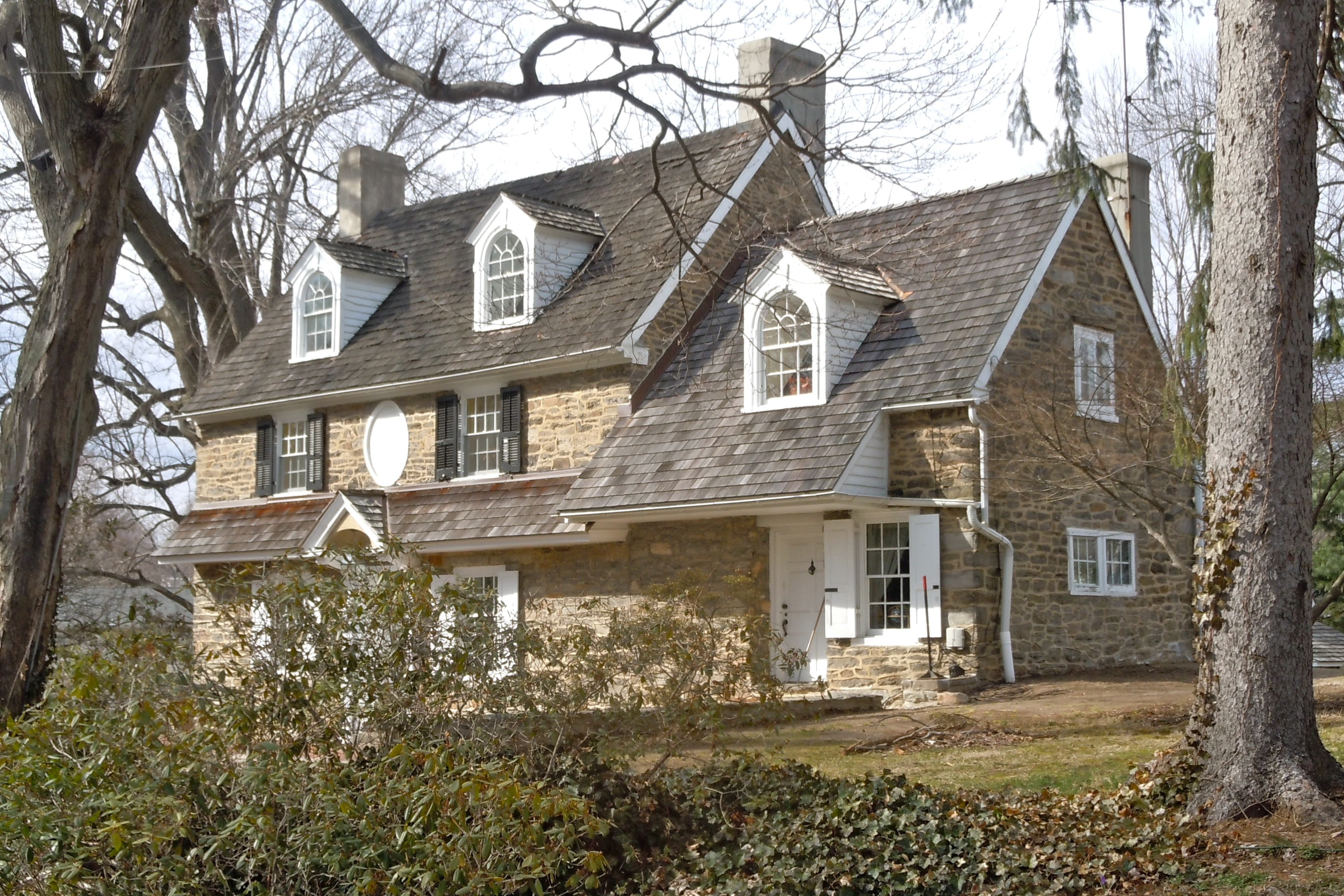
Wolley Stille i Delaware County, Pennsylvania

Olof Persson Stille, född på Solö utanför Norrtälje i Roslagen, död omkring 1684, var en svensk emigrant till och ledare i den svenska kolonin Nya Sverige i Delaware i USA. 
Olof Persson Stille var son till Per Stille, som var förvaltare på Penningby slott i Länna socken i Uppland. När Per Stille pensionerades 1627, erhöll han av ägarna till Penningby mark på den närbelägna ön Humblö i Stockholms skärgård. Där bodde sedan Olof Stille och gifte sig och fick barn.

## Nya Sverige
Olof Stille medföljde i maj 1641 Charitas till Nya Sverige tillsammans med sin fru, dotter och son. Med var också Olof Stilles yngre bror Axel Stille samt Måns Svensson Lom och hans familj, Måns Svensson fru kan ha varit yngre syster till Olof Stille.
I Nya Sverige bosatte sig Olof Stille på ett ställe som ligger mellan nuvarande Crum Creek och Ridley Creek. Stilles boställe låg vid mynningen av Ridley Creek, nuvarande Eddystone i Pennsylvania. Olof Stille gjorde sig bekant med indianer på orten, vilka på grund hans yviga, svarta skägg kallade honom Tequirassy. Olof Stille blev en ledare för nybyggarna och spelade en avgörande roll i upprättandet av deras lista i juli 1653 över övergrepp, som gjorts av den svenska guvernören Johan Printz, med klagomål över hans stränga regemente. Johan Printz ansåg att detta var ett myteri och återvände därefter till Sverige. 

## Upland Court
Efter det att Nya Sverige besegrats av Nederländska Västindiska Kompaniet fick de svenska kolonisterna tillåtelse av det holländska kompaniets chef Peter Stuyvesant att bosätta sig norr om Christina River och styra sig själva. Där organiserades Upland Court i Chester i Delaware County i Pennsylvania 1656. Olof Stille tjänstgjorde som chefsdomare där till dess han gick i pension 1664.
Wolley Stille, ett hus nära Chester, vilket stod färdigt omkring 1700 fick sitt namn efter Olof Stille, som ägde en egendom i grannskapet. Wolley Stille ligger i Nether Providence Township i Delaware County i Pennsylvania. Huset är numera ett byggnadsminnesmärke. Olof Stille flyttade till Moyamensing, som idag ligger i södra Philadelphia, där han dog omkring 1684.
Olof Stille hade sonen John Stille (1846-1722)